# Ümraniyespor
Maillots
Ümraniye Spor Kulübü, couramment abrégé Ümraniyespor, est un club de football turc d'Istanbul, fondé en 1938. Le club évolue en 1.Lig pour la saison 2024-2025.

## Histoire
Le club  a été fondé le 10 janvier 1938 à Taksim, Istanbul, sous le nom de Doğu Sports Club .
L'équipe joue ses matchs à domicile au stade municipal de la municipalité d'Ümraniye, qui a une capacité de 3 513 personnes. Les couleurs de l'équipe sont le rouge et le blanc.
En 1946, le nom du club fut changé en Cihangir Youth Club, prenant le nom du quartier où il se trouvait. En juillet 1971, le Cihangir Youth Club et le Ümraniye Youth Club ont fusionné et ont pris le nom de Cihangir-Ümraniye Youth Club et ont commencé à concourir dans des ligues de football.
Plus tard, le siège du club a été transféré à Ümraniye et le nom du club a été changé en Ümraniye Sports Club après avoir perdu ses liens avec le district de Cihangir .
L'un des tournants d'Ümraniyespor, qui a concouru pendant des années dans des ligues amateurs, a été l'explosion de la benne à ordures Hekimbaşı située dans le quartier à cette époque. Le 28 avril 1993, la décharge de Hekimbaşı a explosé à cause de la compression du méthane et 40 personnes sont mortes sur le coup.
La zone où se trouvait la benne à ordures Hekimbaşı a été réhabilitée sous la direction du maire d'Istanbul de l'époque, Recep Tayyip Erdoğan, et les installations d'Ümraniyespor Hekimbaşı ont été construites et les installations ont été attribuées à Ümraniyespor.
L'équipe de football établie est passée de la Ligue Amateur à la Super League en 18 ans. Actuellement, Trendyol participe à la 1ère Ligue.
Le 25 janvier, Nicolas Anelka a été nommé à la tête du club turc de deuxième division Ümraniyespor [5] .
Après 5 mois à la direction du club, Nicolas Anelka quitte ses fonctions de président

## Palmarès
2015/2016 TFF 3ème Ligue